# Virus géant
Ne doit pas être confondu avec Gyrus ou Macrovirus.

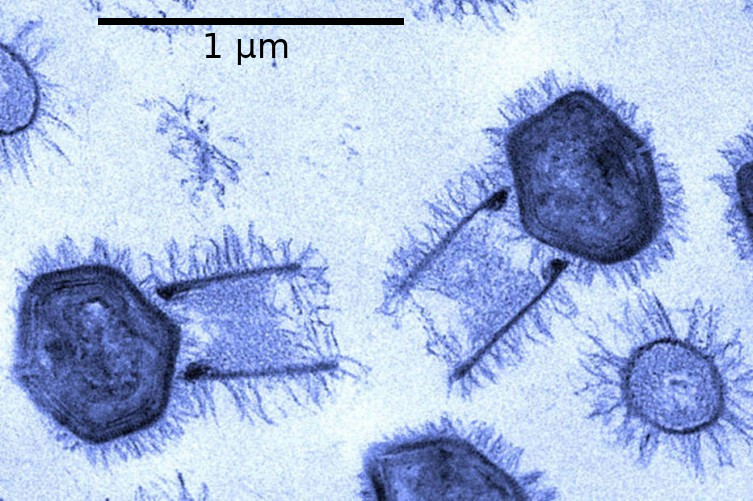
Des Tupanvirus, virus géants à ADN.

Un virus géant ou girus (contraction de l'anglais giant virus) est un type de virus caractérisé par une taille supérieure à 0,2 μm et un génome formé de plus de 300 000 pb (paire de bases).
La plupart des girus connus infectent des eucaryotes unicellulaires, par exemple Mimivirus, Mamavirus et Megavirus qui infectent des amibes. D'autres infectent des bactéries, comme le phage G (en) qui infecte Bacillus megaterium. D'autres encore, mais rares, infectent certaines cellules des métazoaires, comme le virus du « syndrome des taches blanches » (une maladie des crevettes) ou Meelsvirus, Klothovirus et Megaklothovirus qui infectent des chaetognathes.
Tous les virus certifiés en 2025 sont des virus à ADN double brin, mais certains contiennent en outre de l'ARN. Cependant, la découverte d'un virus à ARN géant, un rétrovirus infectant des cellules humaines, a été annoncée en 2018.

## Découvertes

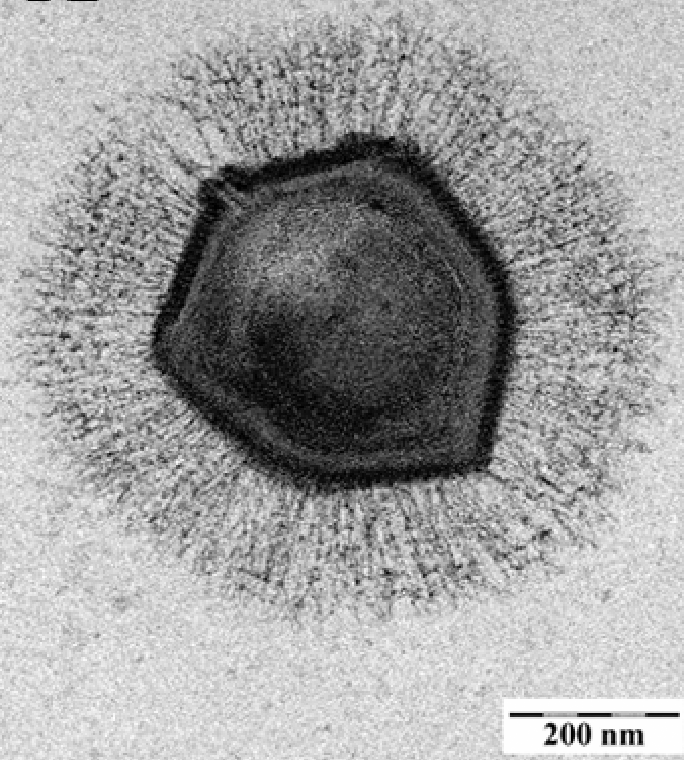
Mimivirus observé en microscopie électronique.

La découverte des virus géants est récente dans l'histoire de la virologie. Elle n'a eu lieu véritablement qu'au début du XXIe siècle. En effet, les virus ont été historiquement identifiés et définis comme étant des pathogènes trop petits pour pouvoir être filtrés, notamment par le filtre Chamberland ; les virus géants ne pouvaient donc pas entrer dans ce cadre. L'holotype de ces virus qualifiés de géants a été identifié à l'université d'Aix-Marseille en 2003, dans un échantillon de flore microbienne collecté en 1992 dans le circuit d'eau chaude d’un hôpital anglais. Le premier virus géant connu a été découvert grâce à la coculture sur amibes. Une analyse en microscopie électronique au sein de l'amibe Acanthamoeba polyphaga a permis d'observer la structure de ce virus imitant un microbe, à aspect de bactérie de type coque Gram positif, à la coloration de Gram utilisée en microscopie optique. La bactérie considérée comme Bradford coccus par Timoty Rowbotham, en Angleterre, devint un virus. Son nom est Mimivirus.

### Inquiétudes écologiques
La découverte successive de plusieurs virus géants dans le pergélisol sibérien, dans les années 2010, amène certains chercheurs à s'inquiéter de la résurgence de maladies virales en cas d'exploitations industrielles en Sibérie.

## Mode d'infection
De par leur taille, les virus géants n'infectent pas leur cible par endocytose classique comme les virus plus petits découverts auparavant. Ils sont en réalité phagocytés. La capside fusionne ensuite au niveau de son vertex avec la membrane du phagosome, libérant dans le cytoplasme le contenu viral ; lequel, au lieu de s'intégrer au patrimoine cellulaire, formera une super-structure appelée « usine à virions », propre aux girus,. Cette dernière rend improbable à infaisable la lysogénie chez les girus.

## Virus infectés
Pendant longtemps, le déclassement des virus des entités vivantes reposait sur l'argument qu'ils ne peuvent être infectés. Cependant les virus géants peuvent être eux-mêmes infectés par des virus : les virophages.
Les Mimivirus de lignée A sont dotés d'une sorte de système de défense contre les virophages, appelé MIMIVIRE pour mimivirus virophage resistance element.

## Génome
Outre leur taille (jusqu'à 2,5 millions de paires de bases), les génomes des virus géants se caractérisent par la présence de nombreuses séquences semblables à des gènes codant des enzymes impliqués dans différents processus du métabolisme : transformation des nutriments, collecte de lumière, métabolisme de l'azote, glycolyse, etc. Comme on retrouve des séquences très semblables chez des virus géants de familles éloignées, elles doivent être héritées d'ancêtres communs, en amont de leur arbre phylogénétique, encore largement inconnu,.

## Plus longs virus géants connus

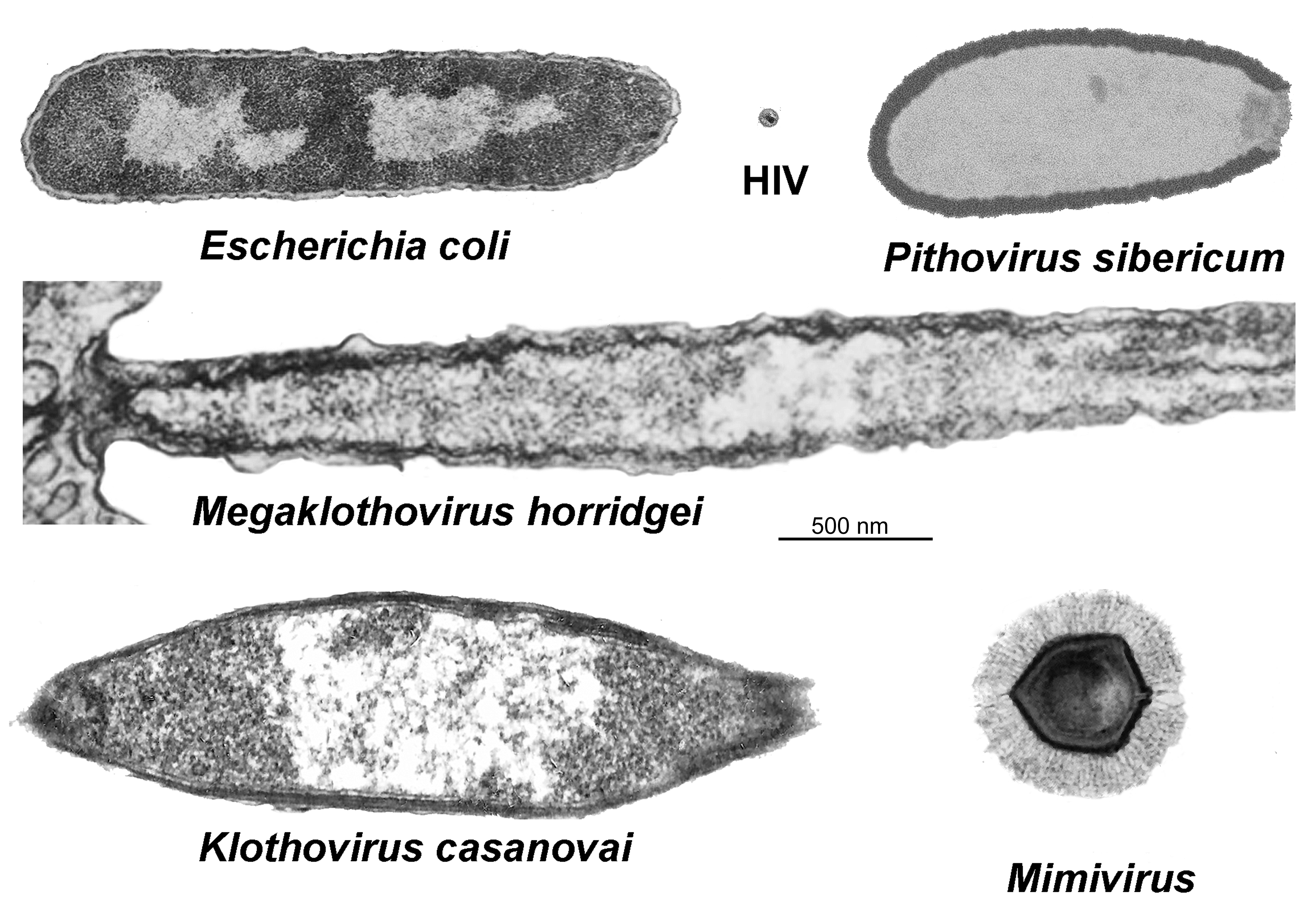
Comparison de taille entre divers virus et la bactérie E. coli

Les virus géants connus pour infecter des métazoaires sont extrêmement rares mais c'est chez trois espèces différentes de chaetognathes, des invertébrés marins, qu'on a trouvé trois espèces de virus géants parmi les plus grandes connues à ce jour :
- en 2018, la réanalyse de photographies de microscopie électronique des années 1980 a permis d’identifier un virus géant infectant Adhesisagitta hispida[16]. La multiplication de ces virus, nommés Meelsvirus, est nucléaire. Les virions, enveloppés (longueur de 1,25 μm), sont composés d’une nucléocapside ovoïdale accolée à un cône terminé par une queue ;
- en 2019, la réanalyse d’autres travaux antérieurs montre que des structures qui avaient été prises en 1967 pour des soies présentes à la surface de l’espèce Spadella cephaloptera[17], et en 2003 pour des bactéries infectant Paraspadella gotoi[18] étaient en fait des virus géants de forme fusoïdale[19] :
  - l’espèce virale infectant P. gotoi, dont la longueur maximale est de 3,1 μm, a été nommée Klothovirus casanovai [Klotho étant le nom grec d’une des trois Moires (Parques pour les Latins) dont l’attribut était le fuseau et casanovai en l’hommage au Pr J.-P. Casanova qui a consacré une grande partie de sa vie scientifique à l'étude des chaetognathes] ;
  - l’autre espèce a été nommée Megaklothovirus horridgei (en hommage au premier auteur de l’article de 1967). Sur une photographie, l’un des virus M. horridgei, bien que tronqué, mesure 3,9 μm de long soit environ deux fois la longueur de la bactérie Escherichia coli, battant ainsi largement le record précédent détenu par un Pithovirus sibericum extrait du pergélisol sibérien (2,5 μm de long)[20].

Les virus de la famille Klothoviridae sont enveloppés et une membrane de type intracytoplasmique peut être observée sous une « capside » d’apparence lamellée. Leur site de multiplication est cytoplasmique. L’intérieur des particules virales présente des régions très denses aux électrons et d’autres plus claires ; de plus, il contient de nombreux ribosomes dont l’origine est encore inconnue (cellulaire, virale ou en partie virale seulement). Les particules virales intracytoplasmiques de M. horridgei présentent déjà une forme de fuseau, contrairement à celles de K. casanovai, ce qui suggère que des molécules spécifiques permettraient de maintenir cette structure. A ce jour, les génomes des trois espèces virales infectant les chaetognathes n’ont pas encore été séquencés.

## Classifications et controverses
Les girus sont une des formes des grands virus nucléocytoplasmiques (NCLDV), même si la logique d'un rattachement des Pandoravirus aux NCLDV est plus incertaine pour Jean-Michel Claverie et al..
Des études génomiques et structurelles amènent cependant à sérieusement questionner un tel classement reposant sur de maigres éléments morphologiques tels que la seule taille du virion ou la nature de son acide nucléique[réf. nécessaire] (les virus géants contenant à la fois de l'ADN et de l'ARN, contrairement aux autres virus qui contiennent l'un ou l'autre). 
Il existe une controverse sur les filiations phylogénétiques entre certains girus et des virus plus petits et donc sur l'existence d'un quatrième domaine du vivant, les trois premiers correspondant aux eucaryotes, aux bactéries et aux archées,.
Des virologues considèrent que le terme de « virus géant » ne s'applique qu'aux virus visibles en microscopie optique.

## Quelques espèces/genres
- Pandoravirus, qui détient le record poids lourd en paires de base[24]
- Megavirus chilensis[25]
- Pithovirus sibericum[26]
- Marseillevirus
- Mamavirus
- Medusavirus
- Mimivirus
- phage G[27]
- Mollivirus sibericum
- Klosneuvirus
- Tupanvirus

### Émission de radio
- Un virus « zombie » vieux de 48 000 ans, découvert dans le pergélisol sibérien, La Terre au carré, France inter .